# 巴赫奎倫格拉本河

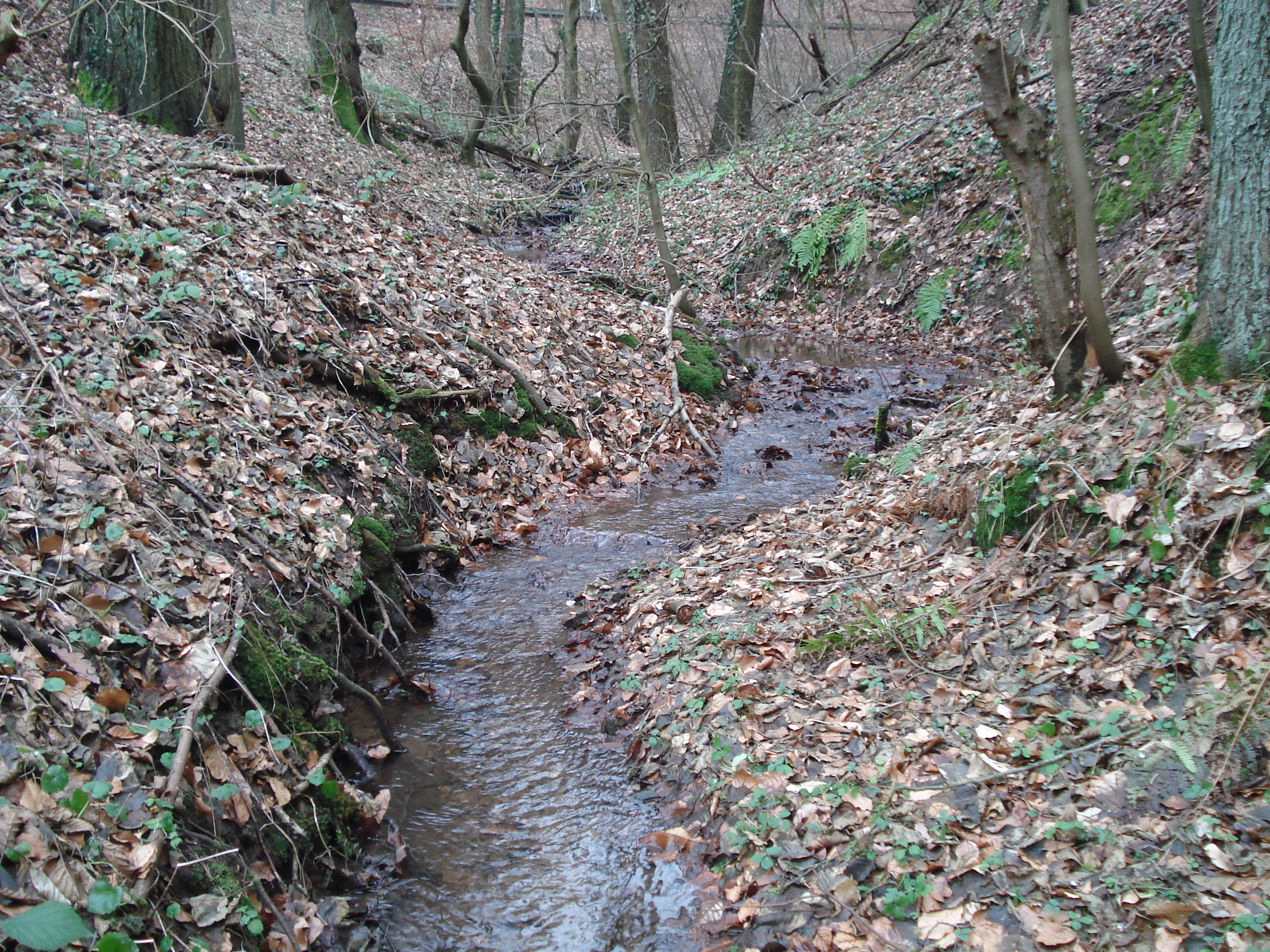

50°2′41.35″N 9°2′57.35″E / 50.0448194°N 9.0492639°E
巴赫奎倫格拉本河（德語：Bachquellengraben），是德國的河流，位於該國東南部，由巴伐利亞負責管轄，屬於福希巴赫河的右支流，河道全長4.5公里，流域面積2.4平方公里。